# TrueNAS
TrueNAS je open-source operační systém pro NAS zařízení, vyvíjený firmou iXsystems, založený na FreeBSD, Linuxu a OpenZFS. Je licencována podle podmínek licence BSD a běží na x86-64 architektuře. TrueNAS má v nabídce open-source verzi zdarma (dříve známé jako FreeNAS), placenou business verzi, open-source verzi založenou na Linuxu a hardware, který využívá TrueNAS software. TrueNAS podporuje klienty Windows, MacOS a Unix a různé hostitele virtualizace, jako jsou XenServer a VMware, pomocí protokolů SMB, AFP, NFS, iSCSI, SSH, rsync a FTP / TFTP. TrueNAS plně podporuje ZFS a také umožňuje čtení UFS2, FAT32, ext2/ext3 a NTFS. Dále umožňuje využít hardwarový nebo softwarový RAID 0, 1 a 5. Mezi pokročilé funkce TrueNAS patří full-disk šifrování a také možnost přidávání plug-in třetích stran.

## OpenZFS
TrueNAS podporuje souborový systém OpenZFS, který poskytuje kontrolu integrity dat, která zabraňuje poškození dat, umožňuje okamžitý snapshotting, replikaci a několik úrovní redundance včetně striping, mirroring, striped mirrors (RAID 1 + 0) a tří úrovní RaidZ.
OpenZFS 2.0 je podporováno od TrueNAS verze 12.0-U1 vydané v prosinci 2020. Nejdůležitější změnou v OpenZFS 2.0 je sjednocení codebase pro operační systémy – FreeBSD a Linux.

## Produkty

### TrueNAS CORE
Jedná se o open-source NAS řešení nabízené zdarma založené na FreeBSD. Dříve bylo známé jako FreeNAS.

### TrueNAS Enterprise
Jedná se o bundle enterprise softwaru a hardwaru, který má základ stejný jako TrueNAS CORE, ale navíc nabízí určité funkce a přímou podporu.

### TrueNAS SCALE
Jedná se o nástroj pro hyperkonvergovanou infrastrukturu a zároveň nejnovější software z dílny iXsystems, který je založený na Linuxu místo FreeBSD. Umožňuje vytvářet clustery a úložiště škálovatelné až do stovek petabajtů. Aktuálně je ve vývoji s plánovaným uvedením na trh v roce 2021.

### TrueNAS Hardware
TrueNAS nabízí pod svojí značkou hardware vhodný pro běžného uživatele až pro velké firmy.
- TrueNAS Mini Series – vhodný pro domácnosti a malé podniky, relativně malá velikost
- TrueNAS R-Series – možné použít univerzálně, 1U/2U/4U Rackmount
- TrueNAS X-Series – vhodné pro využití odborníky, 2U Rackmount
- TrueNAS M-Series – vhodné pro klíčové informační systémy, 4U Rackmount

## Historie
Systém FreeNAS začal v roce 2005 vyvíjet Francouz Olivier Cochard-Labbe, který do současnosti působí jako vedoucí malého mezinárodního vývojového týmu. Mezi hlavní přednosti tohoto systému dříve patřili nízké nároky na hardwarové vybavení počítače. Bohužel instalační image z necelých 70 MB poskočil až na v roce 2020 aktuálních 760 MB je možné ji provozovat z LiveCD, USB Flash Disku, paměťové karty nebo samozřejmě z pevného disku počítače. Samotné nároky na výkon systému již nejsou nízké. K správnému fungování FreeNASu dříve stačil postačí jakýkoliv procesor Pentium s minimálně 96 MB RAM. Toto oproti konkurenčním systémům byla výhoda. Aktuální (rok 2021) minimální parametry jsou 8GB RAM a 64bitový procesor.
Po neshodách tvůrců byl v roce 2009 FreeNAS převeden firmě iXsystems, která se ho rozhodla přepsat. 19. listopadu 2010 byla vydána FreeNAS 8 beta, založená na FreeBSD a OpenZFS.
3. srpna 2011 firma uvedla na trh TrueNAS – software cílený primárně na podniky.
15. března 2020 iXsystems ohlásilo sjednocení FreeNAS a TrueNAS do jednoho produktu s více edicemi. K unifikaci FreeNAS a TrueNAS CORE došlo s verzí 12.0. Původní TrueNAS byl přejmenován na TrueNAS Enterprise. Dále přibyl TrueNAS SCALE založený na Linuxu, který je stále ve vývoji (k dubnu 2021).

## Vlastnosti a funkce
Výhodou produktu je široká paleta podporovaných funkcí a služeb. Základními službami systémů jsou:
- CIFS/SMB
- FTP
- TFTP
- SSH
- NFS
- AFP
- UPnP
- Rsync
- Unison
- iSCSI Target
- iTunes/DAAP
- Webserver
- BitTorrent

Z tohoto výčtu je patrné, že systém TrueNAS bude fungovat v jakékoliv síti, ať již bude tvořena klienty s operačním systémem Windows, Mac OS nebo jiným systémem historicky vycházejícím z Unixu. TrueNAS se ovšem neomezuje pouze na komunikaci s počítači. Především v domácnostech může být zajímavá funkce UPnP audio/vizuálního serveru s jehož pomocí je možné streamovat multimediální soubory přímo do zobrazovacích zařízení, herních konzolí, mobilních telefonů a dalších zařízeních podporujících sadu protokolů Universal Plug and Play. Kompletní přehled zařízení s oficiální podporou UPnP je možné najít na https://web.archive.org/web/20091126081325/http://www.upnp-ic.org/kshowcase/view. Především pro uživatele platformy Apple Mac a obecně pro všechny uživatele Apple iTunes je určena podpora protokolu pro multimediální streaming DAAP. Při použití tohoto protokolu pak TrueNAS funguje jako databáze multimediálního obsahu pro všechny počítače s Apple iTunes na dané lokální síti. V prostředí malých firem může být užitečná funkce webserveru a to k tvorbě nenáročného firemního intranetu. Je ovšem nutné podotknout, že použití těchto služeb přesahujících primární účel NAS zařízení má vliv na výkon systému a může nejen zpomalovat ostatní primárně NASové služby, ale také zvyšovat nároky na hardware.
Novinkou od verze 0.7 je souborový systém ZFS, který nativně podporuje možnost tvorby inkrementálních otisků diskového oddílu – snapshotů, transparentní kompresi výrazně urychlující zápis a stálou kontrolu konzistence zapsaných dat. Pro ZFS je také typická prakticky nepřekonatelná kapacitní hranice 16 EB.
Mezi další funkce operačního systému TrueNAS patří:
- Softwarový RAID
- RaidZ
- Šifrování disků
- S.M.A.R.T.
- Firewall
- Správa spotřeby a hlučnosti
- UPS
- SNMP
- Dynamické DNS
- E-mail reporting
- Souborový editor a manažer

Předností systému TrueNAS je jeho podrobně zpracovaný manažer hlučnosti a spotřeby elektrické energie. Disky lze v době, kdy nejsou používány vypnout, což snižuje nejen spotřebu energie a hlučnost zařízení, ale také zvyšuje životnost disků. Monitorovací funkce, které dovolují sledovat stav sítě a pevných disků, jsou rovněž užitečné a ve spojení s pravidelnými emailovými reporty dovolují i ve omezeném prostředí dobře sledovat stav systému. Ve firemním prostředí je jistě velkou devizou i možnost vytvářet šifrované disky a zabezpečit tak svá data před odcizením. Systém TrueNAS je šířen pod BSD licencí, což je jedna z nejsvobodnějších licencí pro svobodný software.